# Porto Santo Stefano

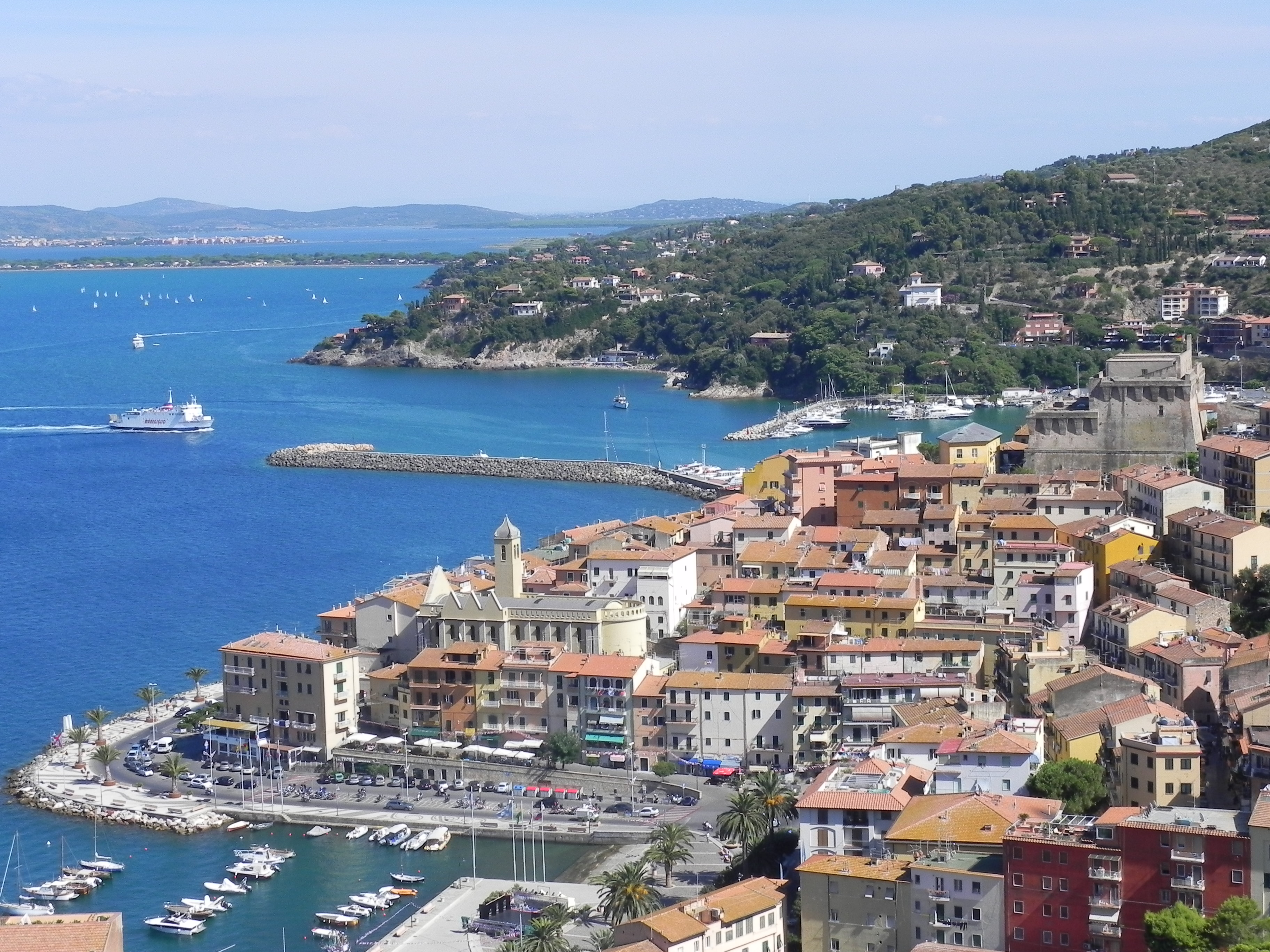
Porto Santo Stefano

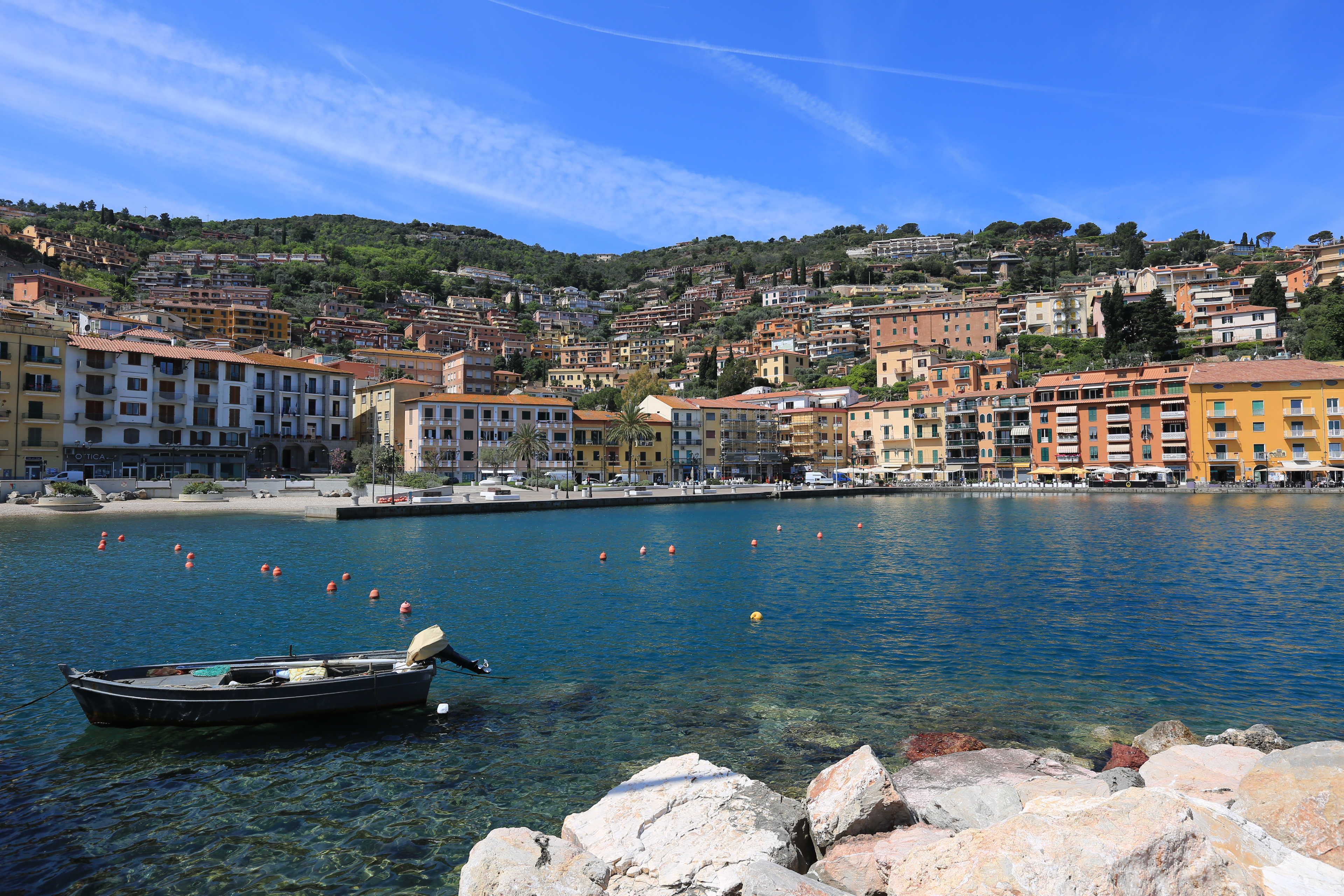
Der Hafen von Porto Santo Stefano

Porto Santo Stefano ist der größere der beiden Orte (Hauptort)
der italienischen Gemeinde Monte Argentario. Der Hafenort liegt an der Nordseite der Halbinsel Monte Argentario am Tyrrhenischen Meer.

## Geschichte

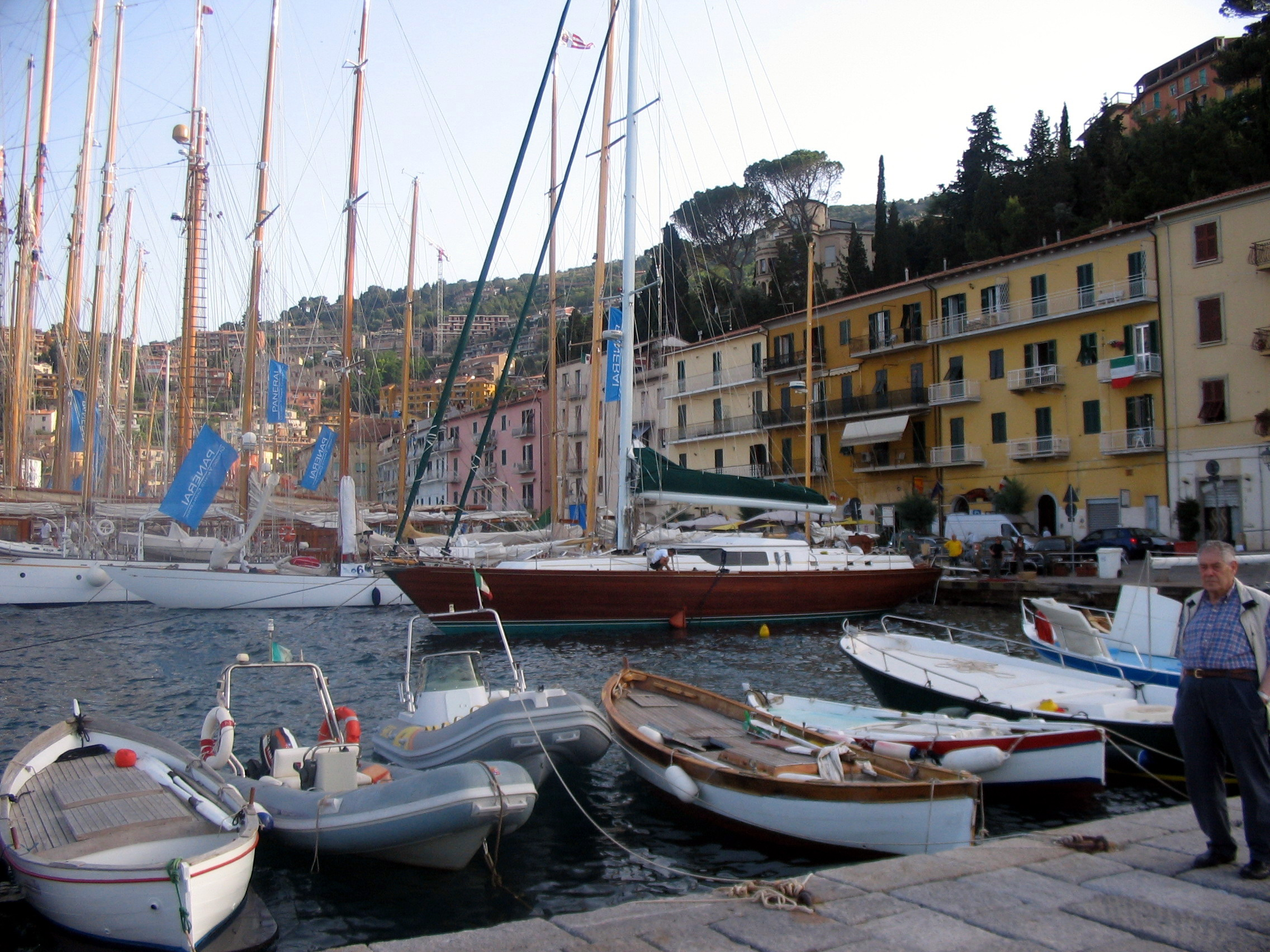
Alter Hafen

Auf römischen Landkarten erscheinen am Monte Argentario Häfen mit den Bezeichnungen Portus Traianus, Portus ad Cetarias und Portus Incitaria. Eine Kontinuität zum heutigen Porto Santo Stefano ist jedoch nicht nachweisbar, da erst seit dem 14. Jahrhundert, als der Hafen Marinestützpunkt von Siena war, Dokumente vorliegen.
Zum Schutz gegen Piratenangriffe wurden 1442 der Torre Argentiera und einige weitere Küstenwachttürme gebaut.
Erst nach dem Fall Sienas 1555 und Vereinnahmung des Territoriums durch die spanischen Habsburger unter König Philipp II. entwickelte sich das mittelalterliche Städtchen unter dem Gouverneur Nunez Orejon de Avila im Stato dei Presidi. Die Spanier benutzten den Ort sowohl als militärischen Stützpunkt als auch für die Handelsflotte.
Am 9. Mai 1646 wurde Porto Santo Stefano erstmals von französischen Truppen erobert, die es zwei Monate später allerdings schon wieder an Habsburg herausgeben mussten. Im Übrigen teilte Porto Santo Stefano die Geschichte des spanischen Garnisonsstaats: 1707 fiel er an Österreich, 1737 an die neapolitanische Linie der Bourbonen. 1801 vereinnahmte Napoleon ihn im Königreich Etrurien; nach dessen Untergang im Wiener Kongress 1815 gelangte das Territorium an das Großherzogtum Toskana und 1860 an das Königreich Sardinien, aus dem der italienische Nationalstaat hervorging.

## Sehenswürdigkeiten

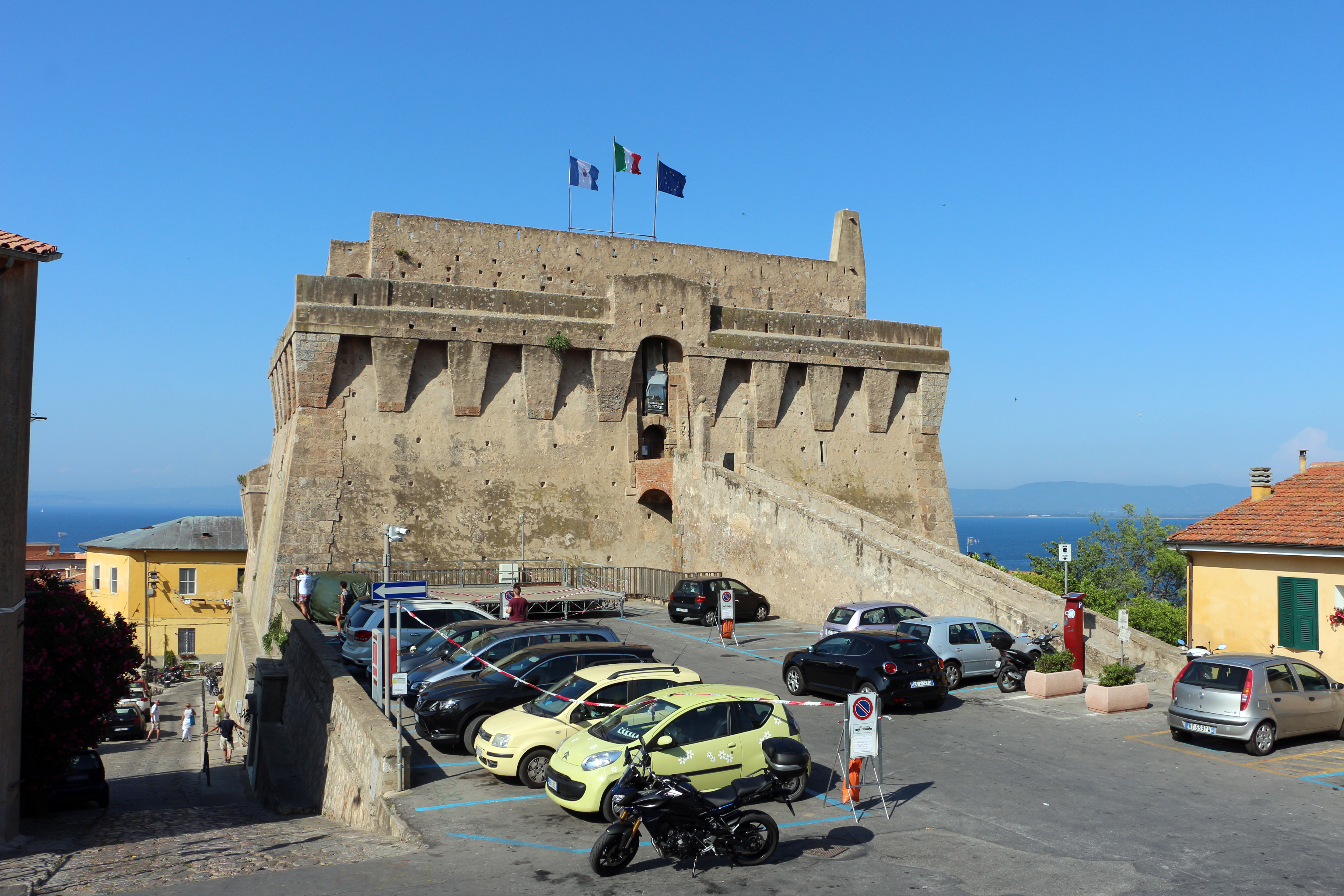
Spanische Festung mit Zugbrücke

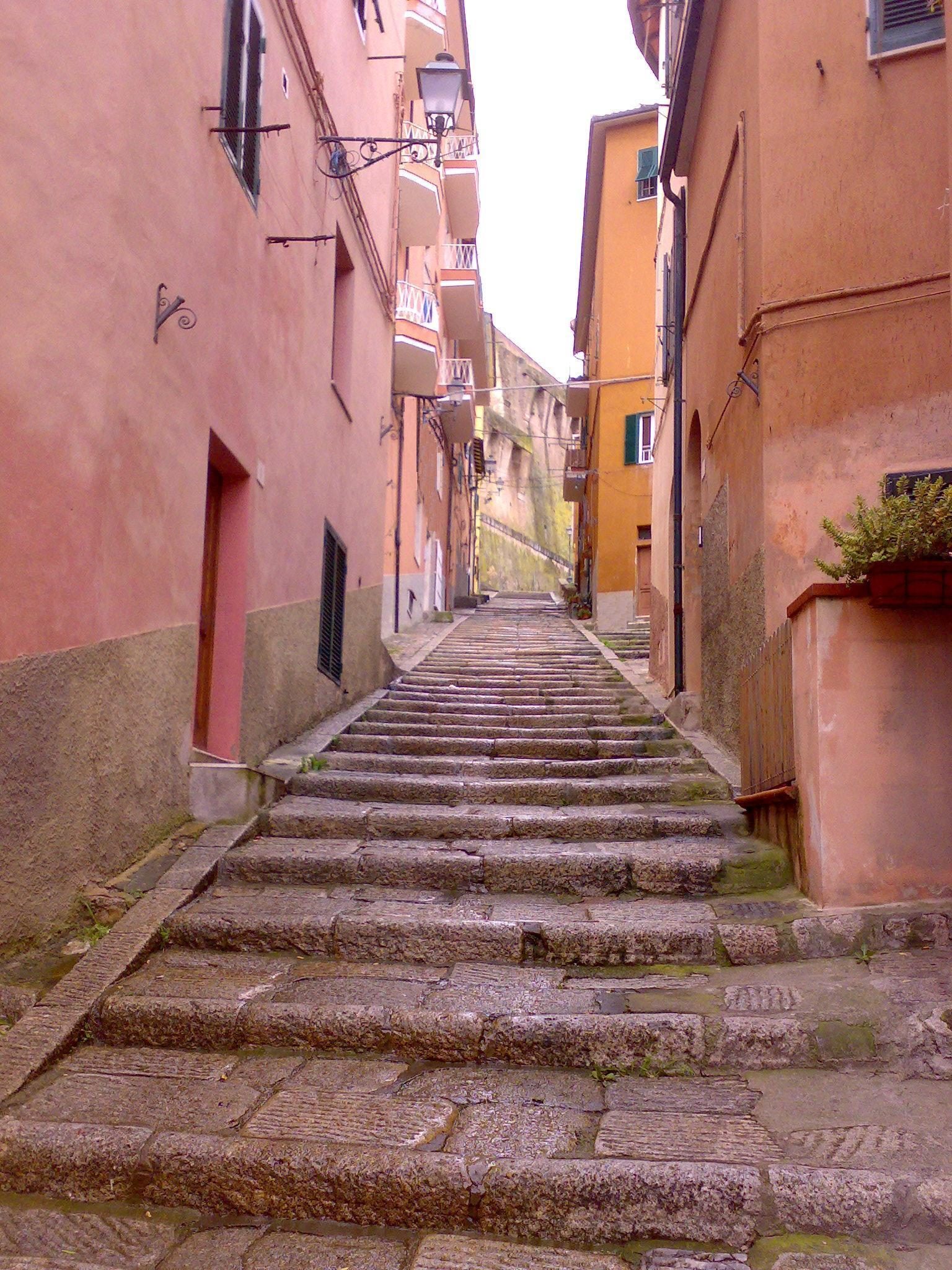
Straße in der Altstadt

- Die massive Fortezza Spagnola oberhalb des Ortes wurde Anfang des 17. Jahrhunderts von den spanischen Habsburgern (Vizeregent Don Parafan de Ribera) angelegt. Der Zugang von der Landseite zu dem zweistöckigen Bau auf quadratischem Grundriss (35 m × 35 m) erfolgt über einen Treppenaufgang mit Zugbrücke. Im Innenhof befindet sich eine Zisterne, flankiert von sechs Räumen für die Garnison. Man hat Zugang zu einer Terrasse mit Blick auf den Hafen. Im Obergeschoss kann man eine zweite Terrasse betreten. Relikte der spanischen Verteidigungsanlagen sowie Schießscharten sind noch zu erkennen.
- Die Altstadt mit farbigen Häusern (dominierend Beige und Rosé) wurde nach dem Zweiten Weltkrieg im mittelalterlichen borgo-Stil wieder aufgebaut.
- Am Porto Vecchio haben Italiener ihre Yachten.
- Am Fischerhafen Porto del Valle findet täglich der Fischmarkt statt, von hier aus verkehren Schiffe zu den Nachbarinseln Giglio und Giannutri.

## Wirtschaft
Der seit den 60er Jahren stetig gewachsene Tourismus hat Ende des 20. Jahrhunderts den Fischfang als Haupteinnahmequelle abgelöst.
Die Bedeutung des Ortes als Residenz und Yachthafen der gehobenen Klasse ist der Schwester des Fiat-Patriarchen Giovanni Agnelli, die dort ihre Villa errichtete, quasi nachgefolgt. Susanna Agnelli, die eine Zeit lang Bürgermeisterin der Comune Monte Argentario war, engagierte sich auch für den Umweltschutz und Einhalt der Bauspekulation.

## Persönlichkeiten der Stadt
- Maria Maddalena dell’Incarnazione (1770–1824), Ordensschwester, Ordensgründerin und Mystikerin
- Francesco Fanciulli (1853–1915), Komponist
- Olin Stephens (1908–2008), Yachtkonstrukteur[3]
- Susanna Agnelli (1922–2009), Politikerin, Bürgermeisterin[4][5]
- Brando Giordani (1931–2012), Fernsehregisseur[6]
- Giorgio Giugiaro (* 1938), Industriedesigner[7]
- Benedetta Barzini (* 1943), Fotomodel
- Raffaella Carrà (1943–2021), Schauspielerin, Sängerin und Fernsehmoderatorin
- Angelo Comastri (* 1943), Kurienkardinal, von 1979 bis 1990 Pfarrer der Pfarrei Santo Stefano Protomartire in Porto Santo Stefano[8]
- Luca Coscioni (1967–2006), Politiker[9]